# José Juliá Ribas
José Juliá Ribas, né le 6 octobre 1895 à Barcelone (Catalogne, Espagne) et mort le 15 octobre 1973 dans la même ville, est un footballeur espagnol qui jouait au poste de milieu de terrain droit. Il est surnommé Bertini.

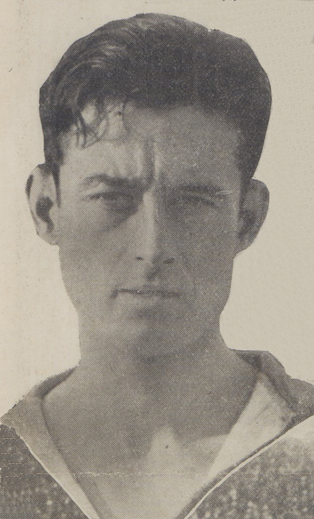
José Juliá

## Biographie
José Juliá débute au CE Sants et au CF Badalona. Il joue ensuite avec le RCD Espanyol lors de la saison 1918-1919. En 1919, il rejoint le FC Barcelone jusqu'en 1921.
José Juliá est champion de Catalogne avec le Club Esportiu Europa lors de la saison 1922-1923 après un match décisif le 21 mars 1923 contre le FC Barcelone.
Il termine sa carrière de footballeur de manière soudaine en 1924 : lors d'un match entre son club CE Europa et le FC Barcelone, il provoque la suspension du match à la 38e minute en se faisant expulser et en refusant de quitter le terrain. Il écope d'une année de suspension et le CE Europa reçoit une amende de 1 000 pesetas. Le CE Europa décide alors de quitter la Fédération catalane de football.

## Palmarès
- Champion de Catalogne en 1923